# Ittireddu
Ittireddu (Itirèddu in sardo) è un comune italiano di 466 abitanti della città metropolitana di Sassari, nell'antica regione del Logudoro.

## Geografia fisica

### Territorio
Il paese si estende su una collina denominata monte Ruiu, che significa " monte rosso".
Il paese, circondato da rilievi di origine vulcanica, fu l'epicentro del terremoto del Logudoro nel 1870, il più forte mai rilevato sulla terraferma in Sardegna dall'Istituto nazionale di geofisica, con una potenza stimata del 5º-6º grado della scala Mercalli.

## Storia

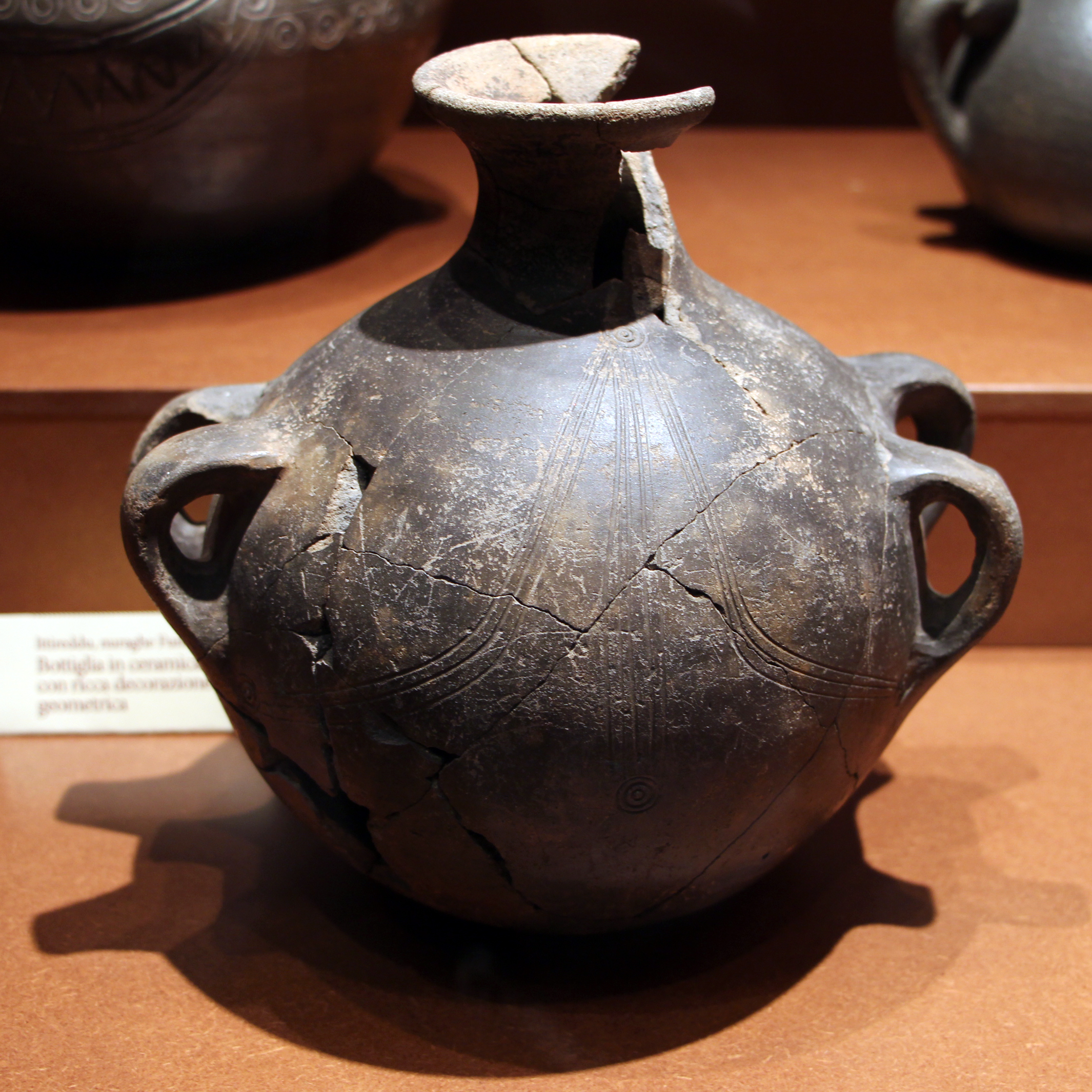
Ceramica nuragica, contenitore con decorazione geometrica dal nuraghe Funtana

Il territorio è stato abitato in epoca neolitica, nuragica, romana e bizantina, per la presenza di numerose testimonianze archeologiche.
L'abitato attuale è di origine medievale. Appartenne al giudicato di Torres, e fece parte della curatoria di Ardara o di Oppia, e d era parte per lungo tempo alla diocesi di Sorres, passata poi sotto il governo di quella Turritana e, più tardi, di quella di Bisarcio e di Ozieri. Alla caduta del giudicato (1259) fu governato inizialmente alla famiglia genovese dei Doria, e in seguito passò al giudicato di Arborea; sconfitti gli arborensi nel 1420, passò sotto il dominio aragonese che ne fece un feudo affidato ai Centelles. Intorno all'anno 1000 sul monte Zuighe esisteva probabilmente un borgo e un castello, di cui parla il Lamarmora, che non esisteva già più all'arrivo degli aragonesi.
Tra il 1462 e il 1519 fu unito al ducato di Monte Acuto e da quel momento le sue vicende furono legate alla Signoria di Oliva. 
Il paese fu riscattato agli ultimi feudatari nel 1839 con la soppressione del sistema feudale voluta dai Savoia.

### Simboli
Lo stemma e il gonfalone del comune di Ittireddu sono stati concessi con decreto del presidente della Repubblica n. 2866 del 14 novembre 1978.
Il gonfalone è un drappo troncato di bianco e d'azzurro.

## Monumenti e luoghi d'interesse

### Architetture religiose
- Chiesa di Santa Croce, di epoca bizantina
- Chiesa di Nostra Signora Inter Montes, la parrocchiale
- Chiesa campestre di San Giacomo
- Chiesa di Sant'Elena

### Siti archeologici
- Necropoli di Partulesi
- Nuraghe Funtana

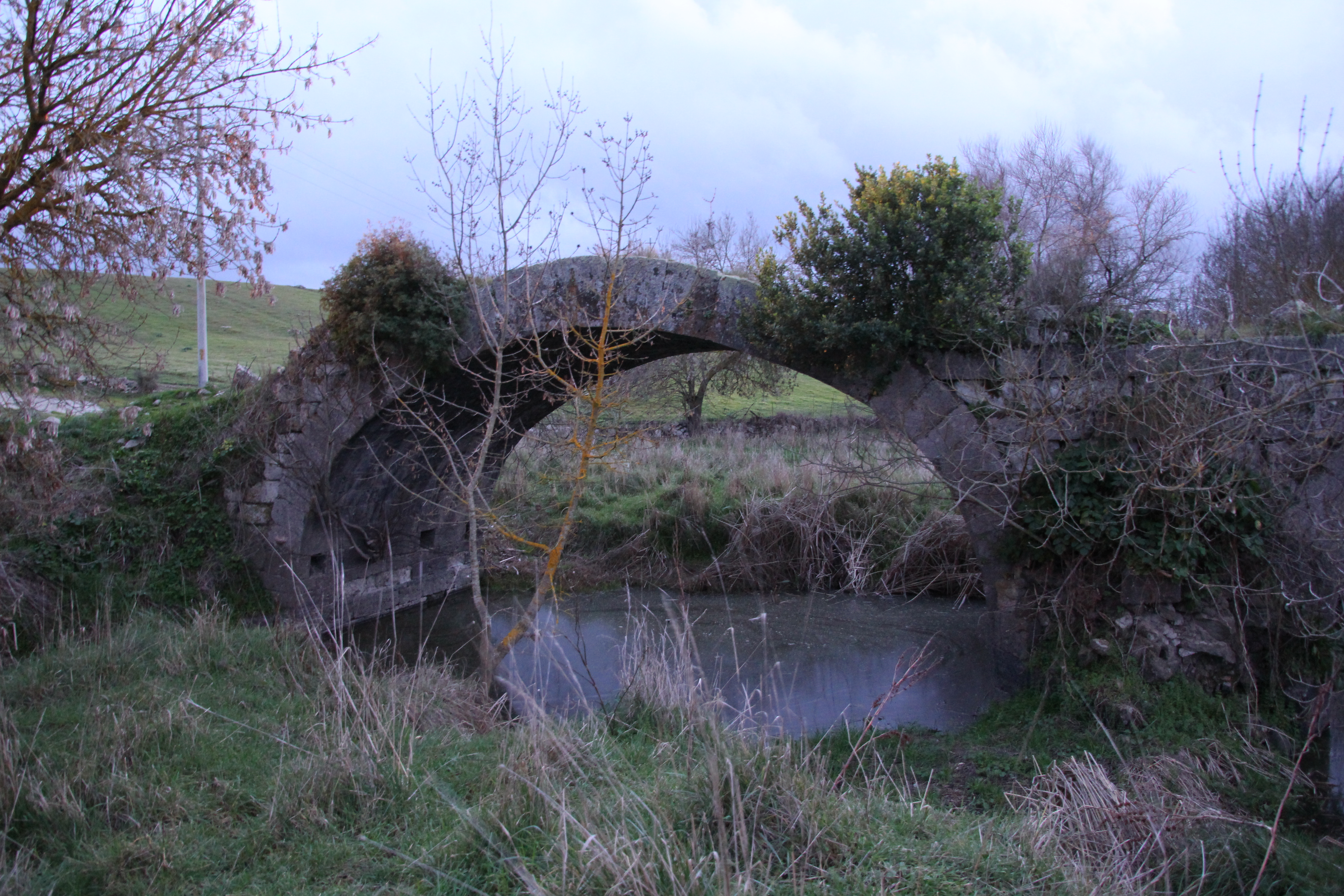
Ponte Ezzu

- cisterne romane ubicate in una zona denominata "Olensas" (forse perché utilizzate per la spremitura delle olive) le cisterne sono scavate nella roccia
- Ponte 'etzu (ponte vecchio) un ponte di epoca romana

## Società

### Evoluzione demografica
Abitanti censiti

### Lingua e dialetti
La variante del sardo parlata a Ittireddu è quella logudorese settentrionale.

## Cultura

### Musei
- Civico museo archeologico ed etnografico nella sezione archeologica sono esposti reperti che vanno dalla preistoria fino al medioevo. Nella sezione etnografica sono visibili reperti attinenti alla cultura tradizionale riguardante: il lavoro contadino, la pastorizia e le varie tecniche di preparazione e lavorazione degli alimenti (latte, panificazione e dolci), e delle tecniche relative all'intreccio, filatura e tessitura.

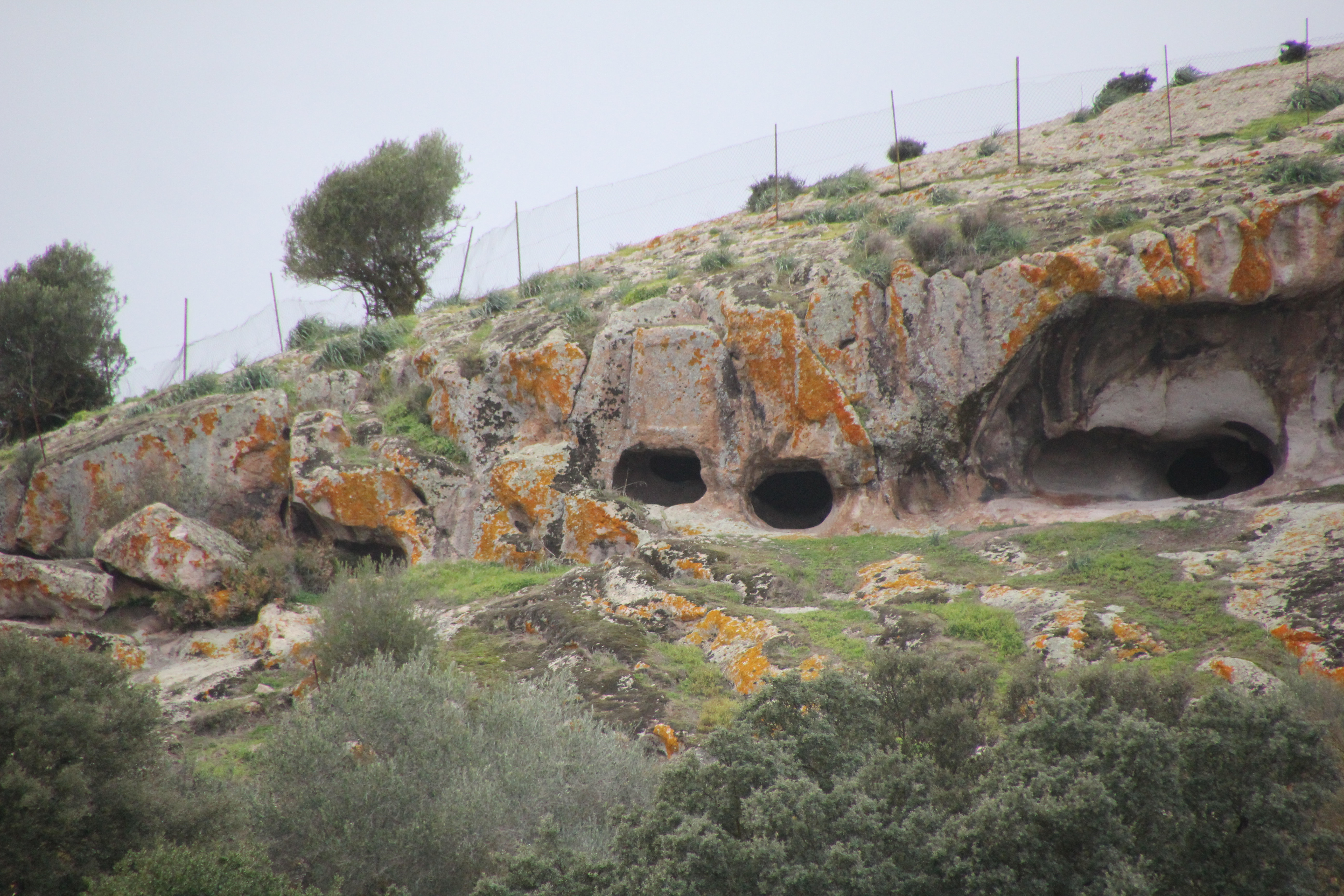
Necropoli di Partulesi

## Amministrazione
| Periodo         | Periodo         | Primo cittadino        | Partito                                      | Carica  | Note   |
| --------------- | --------------- | ---------------------- | -------------------------------------------- | ------- | ------ |
| 23 aprile 1995  | 16 aprile 2000  | Antonio Deledda        | liste civiche di centro-sinistra             | Sindaco | [ 6 ]  |
| 16 aprile 2000  | 8 maggio 2005   | Antonio Deledda        | lista civica                                 | Sindaco | [ 7 ]  |
| 8 maggio 2005   | 30 maggio 2010  | Mariano Gavino Appeddu | lista civica                                 | Sindaco | [ 8 ]  |
| 30 maggio 2010  | 31 maggio 2015  | Rosolino Petretto      | lista civica "Progredire Rinnovando"         | Sindaco | [ 9 ]  |
| 31 maggio 2015  | 26 ottobre 2020 | Franco Campus          | lista civica "Progredire Rinnovando"         | Sindaco | [ 10 ] |
| 26 ottobre 2020 | in carica       | Franco Campus          | lista civica "Per Ittireddu progetto futuro" | Sindaco | [ 11 ] |

### Gemellaggi

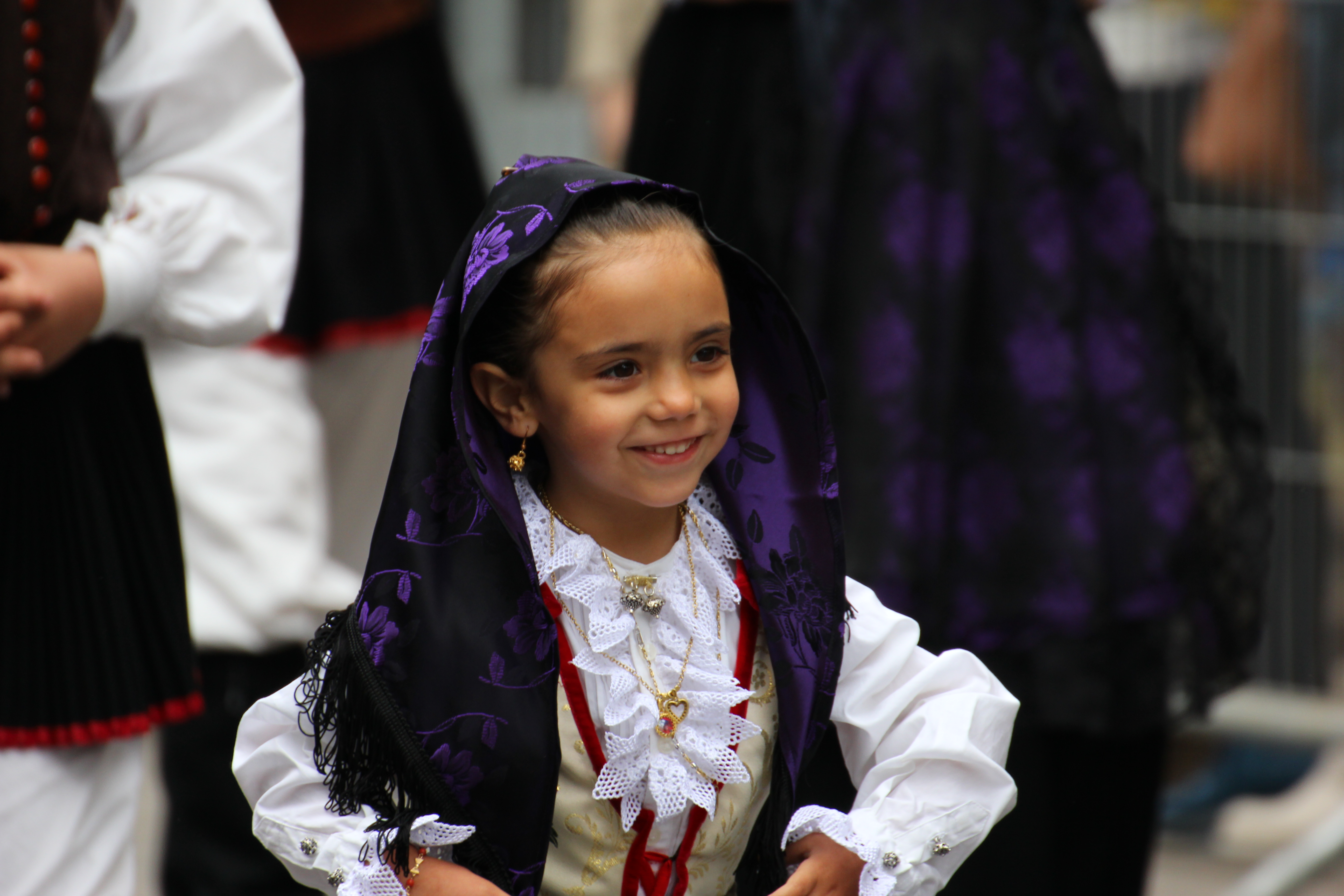
Costume tradizionale

- Fiorano Modenese
- Maranello, dal 1986